# .sl
.sl és el domini de primer nivell territorial (ccTLD) de Sierra Leone.
.sl també se sol fer servir per a webs que estiguin relacionats amb el món virtual de Second Life.

## Dominis de segon nivell
- .sl - General (qualsevol s'hi pot registrar)
- .com.sl - Entitats comercials, per exemple, empreses.
- .net.sl - Entitats comercials relacionades amb les xarxes de dades (com ara ISPs, empreses de cable, etc.)
- .org.sl - Organitzacions caritatives i sense ànim de lucre
- .edu.sl - Institucions educatives inscrites a Sierra Leone
- .gov.sl - Entitats de govern estatal i local (requereix una carta d'autorització de l'oficina local del Ministeri d'Informació)